# Lipiec 2006

## 1 lipca2006
- O godzinie 19:42 UTC (11 minut przed końcem okna startowego) podjęto decyzję o przełożeniu startu misji STS-121 amerykańskiego wahadłowca Discovery o 24 godziny. 2 lipca okno startowe trwa od 19:21 do 19:31. Powodem przełożenia startu jest niesprzyjająca pogoda. (gazeta.pl)
- Izrael odrzucił nowe żądania palestyńskich bojowników, którzy uprowadzili w Strefie Gazy izraelskiego żołnierza. Chcą oni uwolnienia tysiąca palestyńskich więźniów i zakończenia izraelskiej ofensywy w Strefie Gazy. (wp.pl)
- Nieznane dotąd zbrojne ugrupowanie sunnickie przyznało się do zorganizowania zamachu bombowego w szyickiej dzielnicy Bagdadu, gdzie zginęły co najmniej 62 osoby, a co najmniej 114 odniosło rany. (wp.pl)

## 2 lipca2006
- O godzinie 17:15 UTC, niedługo po wejściu załogi na pokład promu Discovery, podjęto ponownie decyzję o przełożeniu startu, tym razem o 48 godzin. Planowany start ma nastąpić 4 lipca o godzinie 18:38. Powodem i tym razem jest niesprzyjająca pogoda na Florydzie.
- Żołnierze izraelscy zastrzelili w południowej części należącej do Autonomii Palestyńskiej Strefy Gazy trzech uzbrojonych Palestyńczyków.
- W Meksyku odbyły się wybory prezydenckie i parlamentarne.

## 3 lipca2006
- Zyta Gilowska odmówiła powrotu do rządu Kazimierza Marcinkiewicza. (wp.pl)
- Prezydent Lech Kaczyński nie weźmie udziału w zaplanowanym na poniedziałek szczycie Trójkąta Weimarskiego, który miał odbyć się w Weimarze. (wp.pl)
- Izraelskie czołgi, transportery opancerzone i buldożery zgromadziły się przy granicy a następnie wjechały o świcie do północnej części należącej do Autonomii Palestyńskiej Strefy Gazy.
- Partia lewicującego Prezydent Boliwii Evo Moralesa zdobyła ponad połowę mandatów w zgromadzeniu narodowym Boliwii, którego głównym celem będzie opracowanie nowej konstytucji.
- Co najmniej siedmiu ludzi zginęło, a 22 odniosło obrażenia w eksplozji bomby samochodowej na targowisku w Mosulu, na północy Iraku.
- W katastrofie metra w Walencji zginęło co najmniej 30 osób, a co najmniej 39 zostało rannych. (wp.pl)

## 4 lipca2006
- O godzinie 18:37:55 UTC (20:37:55 czasu polskiego) prom Discovery wystartował z przylądku Canaveral na Florydzie. Misja STS-121 jest 115. misją amerykańskiego programu lotów wahadłowców i 32. misją wahadłowca Discovery. Astronauci spędzą na orbicie blisko 12 dni, a jeden z nich, Thomas Reiter dołączy na najbliższe pół roku do załogi Międzynarodowej Stacji Kosmicznej. Celem misji, poza transportem Reitera, jest dostarczenie zaopatrzenia, oraz wykonanie prób i testów procedur związanych z zapewnieniem bezpieczeństwa promu, w szczególności próby naprawy poszycia wahadłowca na orbicie. W tym celu zaplanowano trzy wyjścia astronautów w otwartą przestrzeń kosmiczną (EVA). (NASA TV)

## 5 lipca2006
- Były poseł Andrzej Pęczak, któremu prokuratura zarzuca m.in. pomocnictwo w oszustwie i przyjęcie korzyści majątkowej, pozostanie w areszcie. (wp.pl)
- Na Uniwersytecie Warszawskim uroczyście zainaugurowano program stypendialny dla studentów z Białorusi. W uroczystości wzięli udział premier Polski Kazimierz Marcinkiewicz i jeden z przywódców opozycji na Białorusi, Aleksander Milinkiewicz. (Wikinews)
- Niemiecki dziennik Tageszeitung zamieścił na stronie tytułowej zdjęcie prezydenta Polski Lecha Kaczyńskiego opatrzone komentarzem, iż satyryczny artykuł stał się aferą państwową.
- Mimo wcześniejszych ostrzeżeń społeczności międzynarodowej, Korea Północna przeprowadziła w nocy z wtorku na środę i w środę w ciągu dnia serię prób rakietowych, w tym nieudaną próbę rakiety dalekiego zasięgu Taepodong-2. (wp.pl)

## 6 lipca2006
- Polska policja i FBI zablokowały stronę Redwatch neofaszystowskiej organizacji Krew i Honor. Został też zatrzymany jeden z administratorów strony. (TVN24)
- Mariusz Kamiński odebrał nominację na pełnomocnika ds. organizacji Centralnego Biura Antykorupcyjnego. Zgodnie ze słowami premiera, Kamiński ma 30 dni na zorganizowanie Biura.
- Partia Regionów zapowiedziała koniec blokady Rady Najwyższej Ukrainy. Wiktor Janukowycz powiedział, że zostały spełnione praktycznie wszystkie wymogi jego ugrupowania. (Wikinews)
- Ołeksandr Moroz z Socjalistycznej Partii Ukrainy został wybrany przewodniczącym Rady Najwyższej z poparciem Partii Regionów. Spowodowało to rozpad tzw. „pomarańczowej koalicji” Socjalistycznej Partii Ukrainy z Naszą Ukrainą i Blokiem Julii Tymoszenko, która powstała po wyborach.

## 7 lipca2006
- Kazimierz Marcinkiewicz poinformował Komitet Polityczny PiS o zamiarze podania się do dymisji. Komitet Polityczny PiS zarekomendował Jarosława Kaczyńskiego na stanowisko prezesa Rady Ministrów.
- Do Sądu Lustracyjnego trafiło zażalenie Zyty Gilowskiej od decyzji pierwszej instancji tego sądu, który nie wszczął postępowania lustracyjnego byłej wicepremier. (wp.pl)
- Bogusław Kott, Aleksander i Jolanta Kwaśniewscy oraz Leszek Balcerowicz jako pierwsi staną przed bankową komisją śledczą. O ich wezwanie wystąpił poseł Samoobrony Waldemar Nowakowski. (wp.pl)
- W Wielkiej Brytanii rozpoczęły się uroczystości z okazji pierwszej rocznicy zamachów terrorystycznych w Londynie, w których poza sprawcami zginęły 52 osoby, w tym trzy Polki. (wp.pl)
- Stopa bezrobocia w czerwcu spadła do 16,0% z 16,5% w maju tego roku.

## 8 lipca2006
- Dymisja Kazimierza Marcinkiewicza
  - Premier Kazimierz Marcinkiewicz zapowiedział ustąpienie z funkcji Prezesa Rady Ministrów. W poniedziałek rano składam na ręce prezydenta Lecha Kaczyńskiego rezygnację z zajmowanej funkcji. (wp.pl)
  - Prezes PiS i zarekomendowany przez Radę Polityczną partii na premiera, Jarosław Kaczyński zapowiedział na antenie TVP1, że prawdopodobnie już 9 czerwca będzie znane nazwisko kandydata na stanowisko ministra finansów.
  - W ostatnich miesiącach Polacy byli ofiarami ciągłych konfliktów, niewyjaśnionych tajemnic – powiedział przewodniczący PO Donald Tusk, komentując zapowiedź zmiany na stanowisku premiera.
  - Mam stuprocentową pewność, że w listopadzie Kazimierz Marcinkiewicz będzie prezydentem Warszawy – powiedział w prezes PiS Jarosław Kaczyński na konferencji prasowej po Radzie Politycznej PiS.
  - Liderzy lewicy uważają, że zapowiadana zmiana na stanowisku premiera oznacza dalszą destabilizację sytuacji w kraju. Wszyscy zdecydowanie krytykują również Kazimierza Marcinkiewicza. Liderzy SLD, SdPl oraz Partii Demokratycznej uważają, że odejście premiera Kazimierza Marcinkiewicza stało się dla niego dogodnym sposobem na uniknięcie odpowiedzialności. (wp.pl)
  - Polityczny kryzys w Polsce wywindował na szczyt władzy braci bliźniaków – pisze w tytule komentarza, poświęconego sprawom polskim, londyński The Times.
  - Jeśli Jarosław Kaczyński zostanie premierem, postąpi wbrew zapowiedzi z października, że w przypadku zwycięstwa jego brata Lecha w wyborach prezydenckich, na pewno nie stanie na czele rządu – pisze prasa francuska. (wp.pl)
- Helikopter hiszpańskiej straży pożarnej spadł do morza w pobliżu kanaryjskiej wyspy Teneryfa. Zginęło sześcioro członków załogi.
- Pielgrzymka Benedykta XVI do Hiszpanii
  - Papież Benedykt XVI w sobotę przed południem przybył do Walencji, gdzie weźmie udział w V Światowym Spotkaniu Rodzin. Trzecia zagraniczna papieska pielgrzymka potrwa około 30 godzin.
  - W liście, przekazanym hiszpańskim biskupom podczas spotkania w katedrze w Walencji, Benedykt XVI zachęcił ich do wytężonej pracy duszpasterskiej w dobie szybkiej sekularyzacji, która godzi w wewnętrzne życie wspólnoty chrześcijańskiej.
  - Benedykt XVI złożył wizytę kurtuazyjną hiszpańskiej parze królewskiej i spotkał się z szefem rządu hiszpańskiego.
  - Przy dźwiękach Alleluja Haendla o godzinie 21:10 rozpoczęło się z udziałem Benedykta XVI wieczorne czuwanie modlitewne, które było rodzajem podsumowania V Światowego Spotkania Rodzin trwającego od 1 lipca w Walencji.

## 9 lipca2006
- Dymisja Kazimierza Marcinkiewicza
  - Premier Kazimierz Marcinkiewicz, powiedział, że przekazuje państwo w lepszym stanie niż było w październiku ubiegłego roku, gdy tworzył rząd.
  - Polski premier Kazimierz Marcinkiewicz odgrywał z punktu widzenia braci Kaczyńskich bardzo pożyteczną rolę, gdy jednak stał się zbyt skuteczny, musiał odejść ze stanowiska – napisał niemiecki dziennik Frankfurter Allgemeine Sonntagszeitung.
- Ambasador Izraela w Polsce Dawid Peleg podjął decyzję o bojkocie ministra edukacji Romana Giertycha.
- Co najmniej 124 osoby zginęły w katastrofie samolotu rosyjskich linii lotniczych Sibir w Irkucku. (wp.pl)
- Izraelskie wojsko przeprowadziło nową serię ataków na cele w Strefie Gazy. Czołgi zajęły też ruiny opuszczonego przed rokiem dawnego izraelskiego osiedla Dugit w północnej części Strefy, skąd palestyńscy bojownicy mieli prowadzić ostrzał Izraela.
- Sekretarz generalny ONZ Kofi Annan zażądał natychmiastowego umożliwienia personelowi ONZ dostępu do Strefy Gazy, w której Izrael prowadzi operację militarną, w celu dostarczenia pomocy humanitarnej ludności tej Strefy. (wp.pl)
- Pielgrzymka Benedykta XVI do Hiszpanii
  - Odbyła się msza święta dla uczestników V Światowego Spotkania Rodzin pod przewodnictwem Benedykta XVI.

## 10 lipca2006
- Prezydent Lech Kaczyński desygnował na premiera Jarosława Kaczyńskiego.
- Minęła 65. rocznica pogromu Żydów w Jedwabnem. Przy pomniku ku czci pomordowanych w Jedwabnem odbyły się modlitwy z udziałem strony żydowskiej. Kwiaty pod pomnikiem złożyła też delegacja IPN i samorządu województwa podlaskiego. Na uroczystościach pojawił się Roman Giertych oświadczając, że w Polsce nie ma miejsca dla antysemityzmu, próbując tym samym załagodzić sytuację po ogłoszeniu bojkotu swojej osoby przez ambasadora Izraela. (wp.pl)
- Podano do wiadomości, że w najbliższych tygodniach Telewizja Polska złoży w KRRiT wniosek o koncesję na kanał TVP Historia. Pełnomocnikiem Zarządu TVP mającym zajmować się utworzeniem stacji jest historyk Artur Dmochowski.
- 21% tegorocznych abiturientów nie zdało matury. W tym roku najlepiej wypadły egzaminy z wiedzy o społeczeństwie i języka francuskiego, najgorzej z biologii.
- Szefowa gabinetu politycznego byłego premiera Leszka Millera Aleksandra Jakubowska jadąc samochodem w podwarszawskiej Podkowie Leśnej potrąciła 64-letniego rowerzystę. Miała około promila alkoholu w wydychanym powietrzu.
- Na Manhattanie zawalił się trójkondygnacyjny budynek. W budynku znajdowały się dwa gabinety lekarskie i salon piękności. (wp.pl)

## 11 lipca2006
- Rzeczpospolita informuje, że ksiądz Michał Czajkowski przyznał się do współpracy ze Służbą Bezpieczeństwa. Ksiądz przeprasza wszystkich, których zawiódł albo skrzywdził, bo jak napisał w oświadczeniu: Wina moja jest bezsporna. (wp.pl)
- Kandydat LPR na prezydenta Warszawy Wojciech Wierzejski zapowiedział, że wyklucza rezygnację z ubiegania się o ten urząd. Zobowiązał się, że w przypadku wygranej podejmie działania w celu wdrożenia w Warszawie nowoczesnego systemu gospodarki odpadami. (wp.pl)
- Przez kilkanaście godzin zablokowana będzie w obu kierunkach trasa kolejowa Kraków-Tarnów, na której rano doszło do zderzenia pociągu pośpiesznego z pustym składem pasażerskim. Ranny został maszynista pociągu pośpiesznego.
- Co najmniej 135 osób zginęło w serii skoordynowanych zamachów bombowych w Indiach. (Gazeta.pl)
- Milan Williams, grający na instrumentach klawiszowych w popularnym w latach 70. zespole The Commodores, zmarł w Houston na chorobę nowotworową. Miał 58 lat. (onet.pl)
- Po długiej chorobie w wieku 88 lat zmarła jedna z ulubionych amerykańskich „dziewczyn z sąsiedztwa” – June Allyson. Sławę przyniosły jej występy telewizyjne i kinowe. (onet.pl)

## 12 lipca2006
- Marek Kuchciński będzie szefem klubu parlamentarnego Prawa i Sprawiedliwości – informuje TVN24. (wp.pl)

## 13 lipca2006
- Jako członek Rady Ministrów będę wspomagał PiS w realizacji programu – powiedział dotychczasowy szef klubu PiS Przemysław Gosiewski, który przyjął propozycję przyszłego premiera Jarosława Kaczyńskiego, by zostać przewodniczącym komitetu stałego Rady Ministrów. (wp.pl)
- Niespełna tydzień po zablokowaniu strony Blood&Honour (Krew i Honor), w mediach pojawiła się nazwa redwatch, na której publikowano faszystowskie treści oraz adresy i wizerunki osób określanych jako „wrogowie rasy”; podobna witryna jest znowu dostępna w Internecie. (wp.pl)
- Okręty izraelskie  wpłynęły na terytorialne wody Libanu, blokując dostęp do libańskich portów – podał rzecznik armii izraelskiej. (wp.pl)
- Siedem osób zostało rannych w wyniku ostrzału rakietowego dokonanego z Libanu na położone w północnym Izraelu miasta Safed – poinformowały źródła medyczne. Rakiety uderzyły w centrum miasta. (wp.pl)
- Ceny ropy biją rekordy na giełdach w Nowym Jorku i Londynie, po informacjach o ataku rebeliantów na ropociąg w Nigerii, który spowodował wstrzymanie produkcji, oraz narastaniu konfliktu na Bliskim Wschodzie.
- Od 129 euro na Łotwie do 1.503 euro w Luksemburgu – tyle wynosi płaca minimalna w Unii Europejskiej. W Polsce, gdzie sięga 899 złotych (234 euro), należy do najniższych – wynika z opublikowanego w czwartek raportu Eurostatu.

## 14 lipca2006
- Prezydent Lech Kaczyński zaprzysiągł rząd Jarosława Kaczyńskiego. W południe w Pałacu Prezydenckim odbyła się uroczystość zaprzysiężenia nowego rządu. Prezydent Lech Kaczyński powołał Jarosława Kaczyńskiego na premiera oraz ministrów w jego gabinecie. (wp.pl)
- Wicepremier Andrzej Lepper będzie obecny na uroczystości zaprzysiężenia rządu w Pałacu Prezydenckim. (wp.pl)
- W Kancelarii Premiera trwa pierwsze posiedzenie rządu Jarosława Kaczyńskiego. Podczas tego posiedzenia będą omawiane tematy bieżące i wstępne plany działania nowego gabinetu. Po posiedzenia Rady Ministrów zaplanowana jest konferencja prasowa szefa nowego rządu. (wp.pl)
- Na zlecenie Prokuratury Apelacyjnej w Katowicach rozpoczęło się przeszukanie pomieszczeń fundacji Jolanty Kwaśniewskiej Porozumienie bez barier.
- Izraelskie lotnictwo kontynuowało ataki powietrzne na cele w Libanie. Wskutek ostrzału południowych przedmieść stolicy kraju Bejrutu zginęły co najmniej dwie osoby, a 17 zostało rannych – podała stacja telewizyjna Hezbollahu Al-Manar. (wp.pl)
- Ceny towarów i usług konsumpcyjnych spadła w czerwcu o 0,3% m/m, natomiast w ujęciu rocznym inflacja wyniosła 0,8%, podał Główny Urząd Statystyczny (GUS) w komunikacie w piątek.
- Szefów Warszawskiej Grupy Inwestycyjnej Dom Maklerski: Łukasza K., Macieja S. i Andrzeja S. zatrzymała w piątek rano Agencja Bezpieczeństwa Wewnętrznego. Odpowiedzą za przywłaszczenie mienia znacznej wartości, za co grozi do 10 lat więzienia.
- Kolejne europejskie tanie linie lotnicze rozpoczną loty do Polski. Od 19 września duński przewoźnik Sterling uruchomi swoje pierwsze połączenie pomiędzy stolicą Danii, Kopenhagą a Krakowem.
- W Operze Leśnej w Sopocie odbył się koncert TOP festiwalu TOPtrendy 2006. Zwyciężył zespół Kombii, natomiast piosenką na bis została Szansa Dody.

## 15 lipca2006
- Roman Giertych potwierdził prasowe doniesienia, że tegoroczni maturzyści, którzy nie zdali jednego z przedmiotów, a mieli w sumie średnią powyżej 30%, dostaną świadectwo dojrzałości. Minister edukacji, który przebywa w Zielonej Górze, podkreślił, że dotyczy to połowy osób, które nie zdały matury – blisko 40 tysięcy abiturientów. (wp.pl)
- Bezzałogowy samolot szyickiego Hezbollahu, wyładowany materiałem wybuchowym, uderzył w okręt izraelski, znajdujący się u wybrzeży Libanu, powodując jego bardzo poważne uszkodzenie. (wp.pl)
- Szczyt przywódców państw G-8, siedmiu najbardziej uprzemysłowionych państw świata i Rosji, rozpoczął się od nieformalnej kolacji, którą prezydent Władimir Putin z małżonką Ludmiłą podejmują gości w podpetersburskim Peterhofie, zwanym rosyjskim Wersalem. Spotkania merytoryczne odbędą się w niedzielę i poniedziałek w pobliskim Strielnie. (wp.pl)
- W Sopocie odbył się koncert TRENDY festiwalu TOPtrendy 2006. Wygrała Lidia Kopania. Podczas koncertu rozdano także nagrody specjalne. Otrzymali je: Jacek Cygan, Ania Szarmach i Monika Urlich.

## 16 lipca2006
- Kryzys izraelsko-libański 2006
  - Rząd w Bejrucie oskarżył Izrael o używanie zakazanej broni i oświadczył, że Liban stoi wobec „rzeczywistej zagłady”. (wp.pl)
  - Ewakuacja polskich obywateli z Libanu rozpocznie się we wtorek o godz. 8 rano czasu lokalnego. Do godz. 13 w niedzielę do polskiej ambasady w Bejrucie zgłosiło się ok. 150 osób, które chcą wrócić do kraju. Wszyscy polscy żołnierze stacjonujący w Libanie są bezpieczni – poinformowali dziennikarzy rzecznicy MSZ i MON. (wp.pl)
- Szczyt G-8
  - Przywódcy G-8, siedmiu najbardziej uprzemysłowionych państw świata i Rosji, zadeklarowali w Strielnie koło Petersburga, że ich kraje będą aktywnie współpracować w sferze edukacji i rozwoju społeczeństwa innowacyjnego. (wp.pl)

## 17 lipca2006
- Kryzys izraelsko-libański 2006
  - Izraelskie siły lądowe wkroczyły do południowego Libanu. Celem ich ataku są bazy Hezbollahu – poinformował TVN24, powołując się na rzecznika izraelskiego rządu. Dowództwo armii izraelskiej zaprzeczyło jednak tym doniesieniom. (wp.pl)
- Po prawie dwutygodniowym locie na orbicie okołoziemskiej, w poniedziałek punktualnie o godz. 9.14 czasu lokalnego (15.14 czasu polskiego) na lotnisku Centrum Kosmicznego im. J.F. Kennedy’ego na Florydzie wylądował bezpiecznie amerykański prom kosmiczny Discovery, kończąc misję STS-121. (wp.pl)
- Indonezyjską wyspę Jawa nawiedziło trzęsienie ziemi i następująca po nim fala tsunami. Według władz zginęło co najmniej 670 osób.
- Francuska grupa Casino wycofała się z Polski sprzedając sieć 19 hipermarketów Géant (plus 7 w budowie bądź planowaniu) za 224 mln euro niemieckiej Grupie Metro. Sklepy przejdą pod markę Real. Grupa Metro przejęła jedynie operacje w tych obiektach, a same budynki z gruntem zostały kupione przez GE Real Estate za 555 mln euro. Ponadto sprzedano ponad 200 sklepów dyskontowych Leader Price za 105 mln euro brytyjskiemu Tesco. Przyczyną była walka konkurencyjna dużych sieci handlowych w Polsce i ich rozdrobniony rynek oraz brak środków na dalszą ekspansję. Ochotę na przejęcie części grupy Casino w Polsce wyraził także Carrefour, został jednak przelicytowany. (Rzeczpospolita, Gazeta.pl)

## 18 lipca2006
- Platforma Obywatelska chce odwołania ministra edukacji Romana Giertycha. Gotowy jest już wniosek o wotum nieufności wobec ministra. (wp.pl)
- Czterech członków załogi i trzech dziennikarzy zostało rannych w wypadku polskiego śmigłowca w Iraku. Ich życiu nie zagraża niebezpieczeństwo, znajdują się w szpitalu w Diwaniji – poinformował Krzysztof Łaszkiewicz ze Sztabu Generalnego WP. (wp.pl)
- Kryzys izraelsko-libański 2006
  - Autokary z ewakuowanymi z Libanu Polakami przekroczyły granicę z Syrią. W nocy samoloty z ewakuowanymi dotarły do Warszawy. (wp.pl)
- Na Ukrainie koalicja Partii Regionów, Socjalistycznej Partii Ukrainy i Komunistycznej Partii Ukrainy oficjalnie zgłosiła kandydaturę Wiktora Janukowycza na Premiera Ukrainy.

## 19 lipca2006
- Premier Jarosław Kaczyński wygłosił exposé. (wp.pl)
- Sejm udzielił wotum zaufania gabinetowi Jarosława Kaczyńskiego. Głosowało 445 posłów. Bezwzględna liczba głosów wynosiła 223. Za przyjęciem wotum zaufania głosowało 240 posłów, 205 – przeciw. Nikt się nie wstrzymał. Za udzieleniem rządowi wotum zaufania zagłosowali posłowie PiS, Samoobrony i LPR. Przeciwko były kluby PO, SLD i PSL. (wp.pl)

## 20 lipca2006
- Premier Jarosław Kaczyński potwierdził, że Antoni Macierewicz zajmie się likwidacją Wojskowych Służb Informacyjnych. (wp.pl)

## 21 lipca2006
- O godz. 20 rządowy samolot TU-154 z kolejną grupą ludzi ewakuowanych z Libanu wylądował na warszawskim Okęciu. Na powracających do kraju czekają rodziny oraz pomoc medyczna. Przyleciało 89 osób – 60 Polaków i 29 obcokrajowców. (wp.pl)
- Nieoczekiwanie włoski rząd Romano Prodiego otworzył swój rynek pracy dla obywateli nowych krajów Unii Europejskiej. Włochy stały się siedemnastym krajem, w którym mogli zatrudniać się legalnie bez limitów Polacy. (Rzeczpospolita)
- Trwały walki w Libanie. Z ogarniętego konfliktem kraju ewakuowano kolejną grupę Polaków. Izrael ogłosił mobilizację kolejnych rezerwistów, na granicy z Libanem gromadziły się wojska. Lotnisko izraelskie nie było w stanie zniszczyć wszystkich baz Hezbollahu – po raz kolejny rakietami katiusza ostrzelana została Hajfa. (Rzeczpospolita)

## 22 lipca2006
- Premier Jarosław Kaczyński powołał Antoniego Macierewicza na stanowisko wiceministra obrony narodowej. Macierewicz stanie na czele komisji weryfikacyjnej Wojskowych Służb Informacyjnych. Będzie też pełnomocnikiem do spraw organizacji służby kontrwywiadu wojskowego. (wp.pl)
- Sejm odrzucił projekt zmian w ordynacji samorządowej autorstwa PO. Platforma zakładała w nim wprowadzenie okręgów jednomandatowych. Do prac w komisji został skierowany projekt PiS. (wp.pl)
- Kryzys izraelsko-libański 2006
  - Siły izraelskie przeprowadzają ograniczone operacje na terytorium południowego Libanu, kilka kilometrów od granicy z Izraelem. (wp.pl)

## 23 lipca2006
- Agencja Bezpieczeństwa Wewnętrznego zatrzymała w nocy z soboty na niedzielę znanego detektywa i byłego posła Samoobrony Krzysztofa Rutkowskiego. Jest on podejrzewany o pranie brudnych pieniędzy, poświadczenie nieprawdy i powoływanie się na wpływy w instytucjach państwowych w zamian za korzyści majątkowe. (wp.pl)
- Na skutek nieszczęśliwego wypadku zmarła aktorka Ewa Sałacka. Miała 49 lat. (Internetowa Baza Filmu Polskiego)

## 24 lipca2006
- Znana przede wszystkim z produkcji mikroprocesorów firma AMD przejęła za 5,4 miliarda dolarów produkującą karty graficzne ATI Technologies. (theinquirer.net (ang.), geekzone)
- 18-letnia Miss Portoryko, Zuleyka Rivera Mendoza wybrana została na tegoroczną Miss Universum. Finał 55. konkursu na najpiękniejszą kobietę świata odbył się w Los Angeles. (wp.pl)

## 25 lipca2006
- Sąd Rejonowy w Katowicach aresztował na trzy miesiące podejrzanego o współpracę z mafią paliwową detektywa i byłego posła Samoobrony Krzysztofa Rutkowskiego. (wp.pl)
- Prokuratura Okręgowa w Tarnobrzegu (Podkarpackie) przesłuchała byłego prezydenta Aleksandra Kwaśniewskiego w śledztwie dotyczącym sprawy Laboratorium Frakcjonowania Osocza (LFO) w Mielcu. (wp.pl)

## 26 lipca2006
- Wiceminister obrony narodowej Stanisław Koziej podał się w środę do dymisji, rezygnacja została przyjęta. (wp.pl)

## 27 lipca2006
- W kopalni Pokój w Rudzie Śląskiej doszło do tąpnięcia. Zginęło czterech górników.

## 28 lipca2006
- Stwierdzono zgon czwartego, a zarazem ostatniego górnika, zasypanego w kopalni Pokój w Rudzie Śląskiej. (TVN24)
- Po nadzwyczajnym posiedzeniu rządu premier Jarosław Kaczyński powiedział, że rząd przygotowuje, na wniosek Ministerstwa Rolnictwa, specjalne działania pomocowe dla rolników, w związku z katastrofalną suszą w Polsce. (wp.pl)
- Prokuratorzy z Gdańska przesłuchali jako świadka byłego premiera Kazimierza Marcinkiewicza w związku ze sprawą domniemanego szantażu lustracyjnego Zyty Gilowskiej. (wp.pl)
- W Kostrzynie nad Odrą rozpoczął się dwunasty Przystanek Woodstock, największa impreza muzyczna w Polsce.

## 29 lipca2006
- Lider Samoobrony Andrzej Lepper uważa, że jego ugrupowanie ma prawo wnieść poprawki do ustaw o CBA i wojskowych służbach specjalnych. Obie ustawy Samoobrona uważa za niezgodne z konstytucją – pisze Rzeczpospolita. Marek Kuchciński z PiS powiedział, że jego partia będzie rozmawiała z Samoobroną w ciągu dwóch tygodni. (wp.pl)
- Lider zespołu Ich Troje poślubił wokalistkę zespołu, Annę Świątczak. Piosenkarka przyjęła nazwisko męża, para spodziewa się dziecka. To kolejna żona Wiśniewskiego po Magdzie Pokorze i Mandarynie.
- W kopalni Mysłowice-Wesoła zginął 21-letni górnik przygnieciony przez wagoniki z węglem.

## 30 lipca2006
- Nad ranem skończył się oficjalnie dwunasty Przystanek Woodstock.
- Kryzys izraelsko-libański 2006: Co najmniej 35 osób, w tym 21 dzieci, zginęło w Kanie, w okolicach Tyru w południowym Libanie, gdzie izraelska rakieta zniszczyła trzypiętrowy budynek – poinformowali świadkowie i libańskie służby ratownicze. Ostre starcia hezbollahów z Izraelem wybuchły rano na libańsko-izraelskim pograniczu w okolicach kibucu Metulla.